# Megaselia hebetifrons
Megaselia hebetifrons är en tvåvingeart som beskrevs av Rudolf Beyer 1959. Megaselia hebetifrons ingår i släktet Megaselia och familjen puckelflugor. Inga underarter finns listade i Catalogue of Life.